# ユニバーシダデ・ダ・ルタ
ユニバーシダデ・ダ・ルタ（Universidade Da Luta）は、ブラジルパラナ州クリチバに所在するムエタイをベースとした総合格闘技のジムである。通称「UDL」。

## 概要
2007年12月、シュートボクセ・アカデミーを離脱したムリーロ・ニンジャ、マウリシオ・ショーグン、アンドレ・ジダらが立ち上げたチームである。

## 所属選手
- ムリーロ・ニンジャ
- マウリシオ・ショーグン
- マウリシオ・ヴェイオ
- アンドレ・ジダ